# Loghill Village
Loghill Village – jednostka osadnicza w Stanach Zjednoczonych, w stanie Kolorado, w hrabstwie Ouray.